# Milton Clevedon
 (octobre 2023).
Pour les articles homonymes, voir Milton et Clevedon (homonymie).
Milton Clevedon est une paroisse civile et un village du Somerset, en Angleterre.